# Jesper Brygger
Jesper Brygger, född 1973, är en dansk författare och översättare bosatt i Göteborg.

## Biografi
Brygger debuterade 2012 med de två diktsamlingarna Snerte klik af kød bag ryggen och Så vi her  och har därefter gett ut flera diktsamlingar och en roman.
Han blev 2015 konstnärlig ledare för Göteborgs Litteraturhus.
År 2019 gavs hans roman Silfo ut på svenska. Boken handlar om en ung afrikansk student som flyttar till Bryssel. GP:s recensent Carl Magnus Juliusson skrev att boken påminde om Kafkas Processen med ett scenario av absurt kringirrande för huvudpersonen Silfo, där den poetiska prosan lyfter fram stämningar och detaljer, men att läsaren blir nästan lika vilsen som huvudpersonen.

### Översättningar
- 2015 – Naderehvandi, Khashayar. Rosenfingrede daggry. Bestiarium ; 16. bog. Köpenham n: Virkelig. ISBN 9788799779185